# Dawid Morzyński
Dawid Morzyński (hebr:דוד מורז'ינסקי) (ur. 1905 w Suwałkach, zm. 1975 w Paryżu) – francuski i polski malarz.
Był synem Jakuba Morzyńskiego, malarza polichromii w synagogach i bratem Mordechaja Arieli (Morzyńskiego). W połowie lat 20. XX wieku wyjechał do Palestyny, gdzie od 1925 do 1927 studiował sztukę w Bezalel u Borisa Schatza. W 1928 znalazł się w grupie malarzy restaurujących Synagogę Hurwa w Jerozolimie, na początku lat 30. przeniósł się do Paryża, gdzie jego prace uczestniczyły w kilku wystawach. Okres II wojny światowej spędził ukrywając się w różnych miejscach na terenie Francji, do Paryża powrócił w 1945, wówczas odbyła się pierwsza wystawa indywidualna jego prac. W kolejnych latach skupił się na tworzeniu akwareli, a po 1960 był autorem malowideł ściennych w synagogach w Paryżu i Antwerpii.